# Norfolk Tides

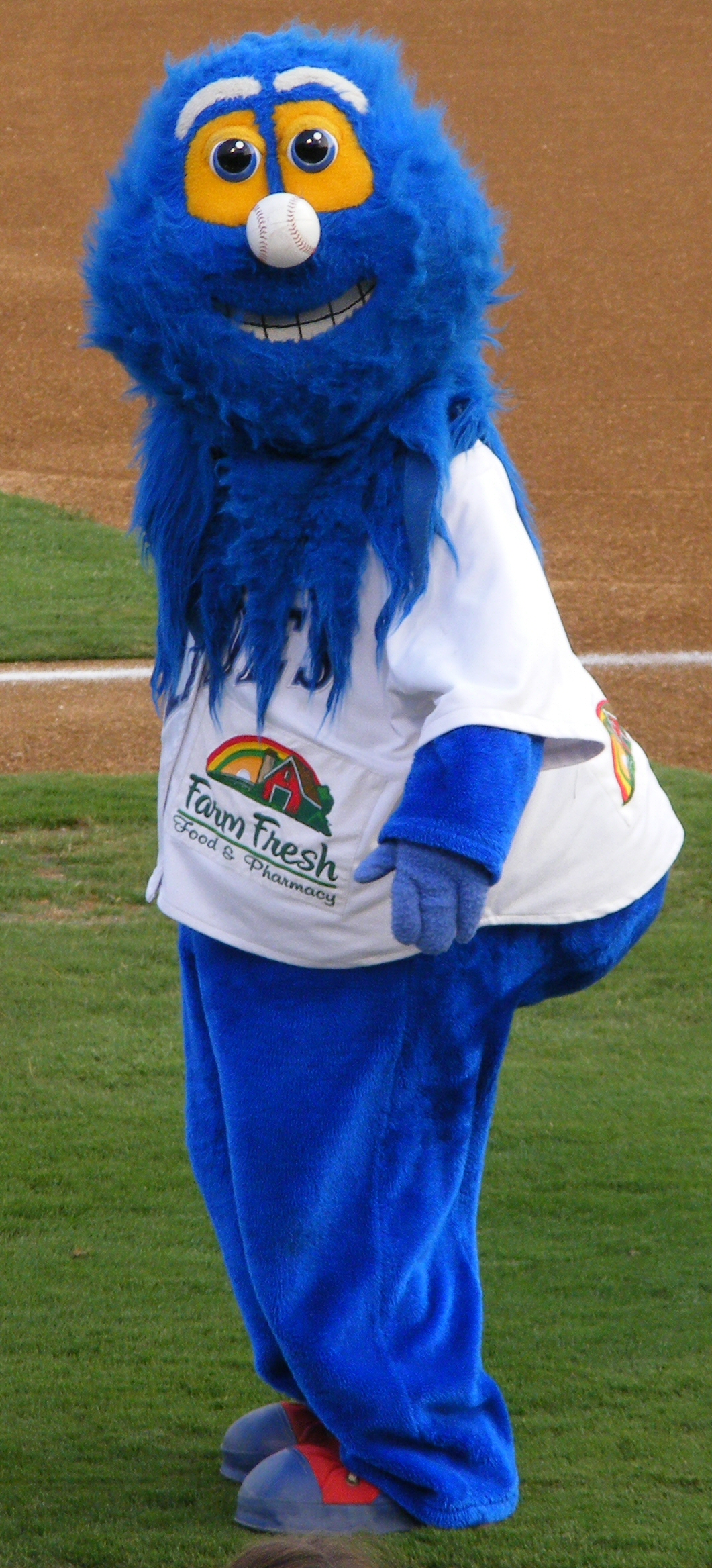
Mascotte van de Norfolk Tides

De Norfolk Tides is een Minor league baseballteam uit Norfolk, Virginia. Ze spelen in de South Division van de International League. Hun stadion heet Harbor Park. Ze zijn verwant aan de Baltimore Orioles.

## Titels
De Tides hebben de Governors' Cup 5 keer gewonnen en er 9 keer voor gespeeld.
- 1971 - Verloren van de Rochester Red Wings
- 1972 - Gewonnen van de Louisville Bats
- 1975 - Gewonnen van de Syracuse SkyChiefs
- 1982 - Gewonnen van de Rochester Red Wings
- 1983 - Gewonnen van de Richmond Braves
- 1985 - Gewonnen van de Columbus Clippers
- 1987 - Verloren van de Columbus Clippers
- 1988 - Verloren van de Rochester Red Wings
- 1995 - Verloren van de Ottawa Lynx